# Лебединское сельское поселение
Лебединское се́льское поселе́ние — муниципальное образование в Алексеевском районе Татарстана Российской Федерации.
Административный центр — село Лебедино.

## История
Статус и границы сельского поселения установлены Законом Республики Татарстан от 31 января 2005 года № 11-ЗРТ «Об установлении границ территорий и статусе муниципального образования „Алексеевский муниципальный район“ и муниципальных образований в его составе».
Населённые пункты сельского поселения до 1920 года входили в Левашёвскую волость Спасского уезда Казанской губернии. С 1920 г. в составе Спасского кантона Татарской АССР. С 10.08.1930 г. в Алексеевском, с 01.02.1963 г. в Чистопольском, с 04.03.1964 г. в Алексеевском районах.

## Население
| 2010 | 2011 | 2012 | 2013 | 2014 | 2015 | 2016 |
| ---- | ---- | ---- | ---- | ---- | ---- | ---- |
| 725  | ↘722 | ↘710 | ↘704 | ↗712 | ↘704 | ↘677 |
| 2017 | 2018 |      |      |      |      |      |
| ↘657 | ↘653 |      |      |      |      |      |

## Состав сельского поселения
| № | Населённый пункт | Тип населённого пункта       | Население |
| - | ---------------- | ---------------------------- | --------- |
| 1 | Березовая Грива  | деревня                      |           |
| 2 | Лебедино         | село, административный центр |           |
| 3 | Новоспасск       | село                         |           |